# BBN Butterfly
Il BBN Butterfly è un computer a parallelismo massivo prodotto durante gli anni ottanta e basato sul precedente progetto Pluribus. Il nome deriva dal nome della rete di comunicazione utilizzata che era chiamata bufferfly (farfalla in inglese). Ogni macchina poteva montare fino a 512 processori, ogni processore era dotato di una propria memoria locale ma la rete consentiva ad ogni processore di accedere alla memoria di un altro processore ma con una elevata latenza (nel rapporto di 15:1 rispetto a un accesso locale). I processori utilizzati erano dei normali processori e non unità sviluppate appositamente come in progetti di altre compagnie. Il primo GP-1000 utilizzava dei Motorola 68020 e poteva montare fino a 256 processori. Il successivo TC-2000 era dotato del Motorola 88000 e accettava fino a 512 processori.
Il Butterfly utilizzava un sistema operativo proprietario chiamato Chrysalis ma nel 1989 venne abbandonato in favore di un sistema operativo basato su kernel Mach. Sebbene la memoria sia ad accesso non costante, la macchina funziona come una macchina SMP e come tale andava programmata.
TotalView era un programma di debuggin sviluppato per il Butterfly e in seguito venne portato su molte altre macchine parallele.